# Himalopsyche lua
Himalopsyche lua är en nattsländeart som beskrevs av Malicky 1993. Himalopsyche lua ingår i släktet Himalopsyche och familjen rovnattsländor. Inga underarter finns listade i Catalogue of Life.